# Cervaro
Cervaro là một đô thị thuộc tỉnh Frosinone trong vùng Latium nước Ý. Đô thị này có diện tích 39 km², dân số thời điểm 31 tháng 12 năm 2004 là 7121 người.
Đô thị này giáp các đô thị sau: Cassino, San Vittore del Lazio, Sant'Elia Fiumerapido, Vallerotonda, Viticuso.